# Бишоп (скала)
Бишоп (корн. Men an Eskob, англ. Bishop Rock) — скала в составе островов Силли на юго-западе Англии, самый маленький застроенный остров в мире согласно «Книге рекордов Гиннесса». Иногда утверждается, что это самая западная точка Англии, однако одна из скал Крим-Рокс находится приблизительно на полкилометра западнее.
Первая попытка возведения маяка на острове была предпринята в 1847 году. Но постройка не выдержала напора здешних агрессивных волн. Вторая попытка (4 года спустя) оказалась успешнее, и уже в 1858 году строительство маяка было закончено. Инженер Дж. Уокер, по проекту которого велось строительство, прибег к использованию огромных гранитных блоков (почти 3000 тонн гранитных плит завезли ещё тогда, а теперь там около 6000 тонн). В 1881 году (уже по проекту инженера Дж. Дугласа) вокруг маяка соорудили укрепления.
Сооружение состоит из гранитных блоков, позже усиленных внутри железными балками, а снаружи — гранитной облицовкой. Высота башни составляет 49 м, дальность действия — 24 морских мили. С 1992 года маяк автоматизирован. На вершине башни имеется посадочная площадка для вертолёта.
Электрическое освещение на маяке появилось лишь в 1979 году. Современное электроснабжение обеспечивается за счёт солнечных панелей. Изначально же использовались свечи (а несколько позже — керосиновые лампы).
Недалеко от острова 7 мая 1875 года произошла одна из самых больших в британской истории корабельных катастроф. Из-за навигационной ошибки парусный пароход «Шиллер» сел на мель. Погибли 335, спаслись всего 37 человек.